# Wilhelm Kornhardt

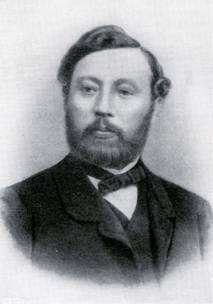
Wilhelm Kornhardt (1821–1871): Mitbegründer der Didier-Werke AG

Wilhelm Kornhardt (* 28. Dezember 1821 in Zorge; † 13. März 1871 in Stettin) war ein deutscher Gasindustrieller und Fabrikant. Er leitete die Errichtung von 40 Gaswerken in Deutschland. Die von ihm mitbegründete Stettiner Chamottefabrik F. Didier besteht noch heute unter dem Namen RHI Magnesita Deutschland fort.

## Leben
Kornhardt wurde als Sohn armer Eltern in Zorge im Harz geboren. Mit 14 Jahren ging er zu seinem Onkel nach Braunschweig, wo er das Collegium Carolinum besuchte, die Vorläufereinrichtung der heutigen Technischen Universität Braunschweig. Anschließend arbeitete er in einem Eisenwerk in seiner Geburtsstadt, dann als Lokführer bei der Braunschweigischen Eisenbahn. In Berlin lernte er den Gasindustriellen Rudolf Sigismund Blochmann kennen und kam so zur Gasindustrie. 1847 übertrug ihm Blochmann die Errichtung des Gaswerks in Stettin.
So kam Kornhardt nach Stettin. Der Aufbau der Gaswerks verlief erfolgreich: Bereits im April 1848 konnte die öffentliche Straßenbeleuchtung mit Gas aufgenommen werden. 1853 wurde Kornhardt durch den Stettiner Magistrat zum Direktor des Stettiner Gaswerks ernannt. Daneben befasste sich Kornhardt mit der Errichtung weiterer Gaswerke sowohl in und um Stettin (in der Zuckersiederei in Bredow, bei Möller & Holberg und bei der Stettiner Maschinenbau Actien-Gesellschaft Vulcan), als auch im übrigen Deutschland. Insgesamt leitete er die Errichtung von 40 Gaswerken in Deutschland und gewann einen internationalen Ruf als Gasfachmann.
In Stettin kam Kornhardt mit Ferdinand Didier zusammen, der seit 1834 eine Ziegelei und Kalkbrennerei in Podejuch bei Stettin betrieb. Didier hatte 1849 bei Podejuch natürliche Vorkommen von Quarzkies und Quarzsand gefunden, die er – als einer der ersten Unternehmer in Deutschland – zur Herstellung feuerfester Materialien, sogenannter Schamotte oder Chamotte, verwendete. Die Schamotte wurden insbesondere von der aufstrebenden Gasindustrie genutzt. Didier und Kornhardt gründeten gemeinsam 1864/1865 die Stettiner Chamottefabrik F. Didier mit Betriebssitz in Stettin.
Nach Didiers Tod 1867 führte Kornhardt als Alleininhaber die Stettiner Chamottefabrik F. Didier weiter. Kornhardt starb 1871, ohne Kinder zu hinterlassen. Konrhardts Erben verkauften die Fabrik 1871 an den Stettiner Unternehmer Zander, der sie in eine Aktiengesellschaft unter dem Namen Stettiner Chamottefabrik Actiengesellschaft vormals Didier umwandelte. Nach weiteren Umstrukturierungen wurde 1932 die Didier-Werke AG mit Sitz in Berlin, später in Wiesbaden gebildet, die noch heute besteht.